# Suzuki Swift I
Pour un article plus général, voir Suzuki Swift.
Pour les modèles plus anciens, voir Suzuki Cultus et Suzuki Ignis.
La Suzuki Swift est une citadine polyvalente du constructeur automobile japonais Suzuki de 2004 à 2021. Suzuki la considère comme la Swift de première génération,, malgré la production d'un modèle qui portait ce nom en 2000 sur son marché local (Japon), et se nommait Ignis sur le reste du monde. Conçue notamment pour le marché européen, c'est la première Swift à porter ce nom sur l'ensemble de la planète démontrant l'ambition mondiale de Suzuki pour ce modèle.
En Europe et au Japon, elle a été remplacée en 2010 par la Swift II.

## Présentation

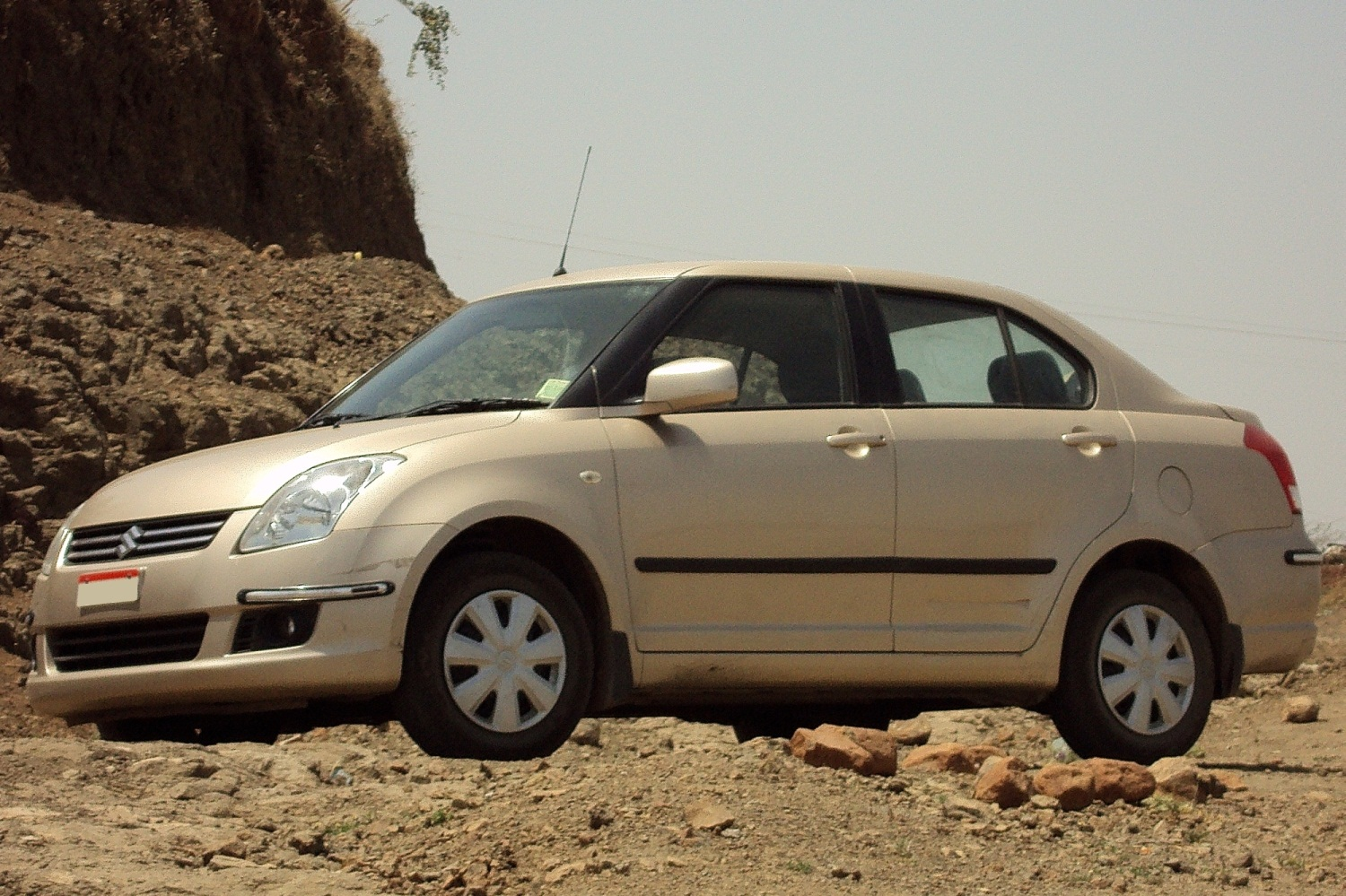
Maruti Suzuki Swift Dzire.

Les Suzuki Swift ont été fabriquées dans de nombreux pays : Hongrie, Inde, Pakistan, Chine et Japon. Les modèles disponibles sur le marché français étaient d'origine hongroise (VIN commençant par TSM), à l'exception de quelque modèles japonais (VIN commençant par JSA) reconnaissables de par leur antenne située à l'arrière du toit.
Une nouvelle version est sortie en 2008, le moteur Diesel est passé de 70 à 75 ch, sa consommation a baissé ainsi que ses rejets en CO2, lui permettant de disposer, en France, du bonus écologique de 700 € (au lieu des 200 € du précédent moteur). Sur la finition GLX, la climatisation est désormais automatique, le volant en cuir et le coffre a augmenté son volume par l'ajout d'un "sous-coffre" entre le coffre et la roue de secours.

## Caractéristiques techniques

### Motorisations
La Suzuki Swift I propose trois motorisations :
- Deux moteurs essences 
  - Un 1,3 L VVT développant 92 ch à 5 800 tr/min.
  - Un moteur 1.5 VVT développant 102 ch a également été proposé, bien qu'il n'ait pas été disponible sur le marché français.
- Un moteur Diesel d'origine Fiat, le 1,3 L DDIS à rampe commune et pompe haute pression, qui développe 70 ch à 4 000 tr/min, celui-ci sera revu pour correspondre au nouvelles normes d'émissions et passera à 75 ch.

| Motorisation                                           | Essence                | Essence                | Essence                | Essence                | Essence                | Essence                | Essence                | Essence                | Essence                | Diesel                            | Diesel                            | Diesel                                 | Diesel                                 |
| Motorisation                                           | 1.3 VVT (BVM)          | 1.3 VVT (BVM)          | 1.3 VVT (BVM-Auto)     | 1.3 VVT (BVM-Auto)     | 1.3 VVT (BVM) 4x4      | 1.5 VVT (BVM)          | 1.5 VVT (BVM)          | 1.5 VVT (BVA)          | 1.5 VVT (BVA)          | 1.25 DDiS (BVM)                   | 1.25 DDiS (BVM)                   | 1.3 DDIS (BVM)                         | 1.3 DDIS (BVM)                         |
| ------------------------------------------------------ | ---------------------- | ---------------------- | ---------------------- | ---------------------- | ---------------------- | ---------------------- | ---------------------- | ---------------------- | ---------------------- | --------------------------------- | --------------------------------- | -------------------------------------- | -------------------------------------- |
| Nombre de portes                                       | 3                      | 5                      | 3                      | 5                      | 5                      | 3                      | 5                      | 3                      | 5                      | 3                                 | 5                                 | 3                                      | 5                                      |
| Type                                                   | M13A                   | M13A                   | M13A                   | M13A                   | M13A                   | M15A                   | M15A                   | M15A                   | M15A                   | ZC13DT                            | ZC13DT                            | ZC13DTJ                                | ZC13DTJ                                |
| Roues motrices                                         | Traction avant         | Traction avant         | Traction avant         | Traction avant         | Traction avant         | Traction avant         | Traction avant         | Traction avant         | Traction avant         | Traction avant                    | Traction avant                    | Traction avant                         | Traction avant                         |
| Cylindrée en cm3                                       | 1 328                  | 1 328                  | 1 328                  | 1 328                  | 1 328                  | 1 490                  | 1 490                  | 1 490                  | 1 490                  | 1 248                             | 1 248                             | 1 248                                  | 1 248                                  |
| Nombre de cylindres                                    | 4                      | 4                      | 4                      | 4                      | 4                      | 4                      | 4                      | 4                      | 4                      | 4                                 | 4                                 | 4                                      | 4                                      |
| Nombre de soupapes                                     | 16                     | 16                     | 16                     | 16                     | 16                     | 16                     | 16                     | 16                     | 16                     | 16                                | 16                                | 16                                     | 16                                     |
| Alésage x Course en mm                                 | 78,0 × 69,5            | 78,0 × 69,5            | 78,0 × 69,5            | 78,0 × 69,5            | 78,0 × 69,5            | 78,0 × 78,0            | 78,0 × 78,0            | 78,0 × 78,0            | 78,0 × 78,0            | 69,6 × 82                         | 69,6 × 82                         | 69.6 x 82                              | 69.6 x 82                              |
| Taux de compression                                    | 9,5                    | 9,5                    | 9,5                    | 9,5                    | 9,5                    | 9,5                    | 9,5                    | 9,5                    | 9,5                    | 18                                | 18                                | 18                                     | 18                                     |
| Puissance en kW                                        | 67,6 à 5 800 tr/min    | 67,6 à 5 800 tr/min    | 67,6 à 5 800 tr/min    | 67,6 à 5 800 tr/min    | 67,6 à 5 800 tr/min    | 75 à 5 900 tr/min      | 75 à 5 900 tr/min      | 75 à 5 900 tr/min      | 75 à 5 900 tr/min      | 51,4 à 4 000 tr/min               | 51,4 à 4 000 tr/min               | 55 à 4 000 tr/min                      | 55 à 4 000 tr/min                      |
| Puissance en ch                                        | 92 à 5 800 tr/min      | 92 à 5 800 tr/min      | 92 à 5 800 tr/min      | 92 à 5 800 tr/min      | 92 à 5 800 tr/min      | 106 à 5 900 tr/min     | 106 à 5 900 tr/min     | 106 à 5 900 tr/min     | 106 à 5 900 tr/min     | 70 à 4 000 tr/min                 | 70 à 4 000 tr/min                 | 75 à 4 000 tr/min                      | 75 à 4 000 tr/min                      |
| Puissance administrative                               | 5                      | 6                      | 5                      | 6                      |                        | 8                      | 8                      | 8                      | 8                      | 4                                 | 4                                 | 4                                      | 4                                      |
| Couple maximum                                         | 116 N m à 4 200 tr/min | 116 N m à 4 200 tr/min | 116 N m à 4 200 tr/min | 116 N m à 4 200 tr/min | 116 N m à 4 200 tr/min | 145 N m à 4 100 tr/min | 145 N m à 4 100 tr/min | 145 N m à 4 100 tr/min | 145 N m à 4 100 tr/min | 170 N m à 2 000 tr/min            | 170 N m à 2 000 tr/min            | 190 N m de 1 750 tr/min à 2 250 tr/min | 190 N m de 1 750 tr/min à 2 250 tr/min |
| Alimentation                                           | Injection Multipoint   | Injection Multipoint   | Injection Multipoint   | Injection Multipoint   | Injection Multipoint   | -                      | -                      | -                      | -                      | Injection Direct et Rampe Commune | Injection Direct et Rampe Commune | Injection Direct et Rampe Commune      | Injection Direct et Rampe Commune      |
| Masses                                                 |                        |                        |                        |                        |                        |                        |                        |                        |                        |                                   |                                   |                                        |                                        |
| Poids à vide en kg                                     | 970                    | 980                    | 980                    | 1 000                  | 1060                   | 970-1 125              | 970-1 125              | 1 000-1 080            | 1 000-1 080            | 1 045                             | 1 065                             | 1045                                   | 1065                                   |
| Poids remorquable en kg (Remorque freinée-non freinée) | -                      | -                      | -                      | -                      | -                      | -                      | -                      | -                      | -                      | -                                 | -                                 | -                                      | -                                      |
| Données annexes                                        |                        |                        |                        |                        |                        |                        |                        |                        |                        |                                   |                                   |                                        |                                        |
| Nombre de places                                       | 5                      | 5                      | 5                      | 6                      | 6                      | 4                      | 5                      | 4                      | 5                      | 4                                 | 4                                 | 4                                      | 4                                      |
| Rayon de braquage en m                                 | 4,7                    | 4,7                    | 4,7                    | 4,7                    | 4,7                    | 4,7                    | 4,7                    | 4,7                    | 4,7                    | 4,7                               | 4,7                               | 4,7                                    | 4,7                                    |
| Capacité du réservoir en l                             | 45                     | 43                     | 45                     | 43                     | 40                     | -                      | -                      | -                      | -                      | 45                                | 45                                | 45                                     | 45                                     |
| Performances                                           |                        |                        |                        |                        |                        |                        |                        |                        |                        |                                   |                                   |                                        |                                        |
| Vitesse maximum                                        | 175                    | 175                    | 175                    | 175                    | 167                    | -                      |                        |                        |                        | 165                               | 165                               | 165                                    | 165                                    |
| 0 à 100 km/h en s                                      | 11                     | 11                     | 12,5                   | 12,5                   | 12.8                   | -                      |                        |                        |                        | 13.7                              | 13.7                              | 13.7                                   | 13.7                                   |
| Consommations et CO2                                   |                        |                        |                        |                        |                        |                        |                        |                        |                        |                                   |                                   |                                        |                                        |
| Norme                                                  | Euro 4                 | Euro 4                 | Euro 4                 | Euro 4                 | Euro 4                 | Euro 4                 | Euro 4                 | Euro 4                 | Euro 4                 | Euro 4                            | Euro 4                            | Euro 4                                 | Euro 4                                 |
| Consommation de carburant en cycle mixte en l/100 km   | 5.8                    | 5.8                    | 5.8                    | 6                      | 6.2                    | 6,5                    | 6,5                    | 6,9                    | 6,9                    | 4.6                               | 4.6                               | 4.5                                    | 4.5                                    |
| Émissions de CO2 en g/km Norme (NEDC)                  | 140                    | 140                    | 140                    | 145                    | 147                    | 159                    | 159                    | 170                    | 170                    | 122                               | 122                               | 119                                    | 119                                    |
| Émissions de CO2 en g/km Norme (WLTP)                  | -                      | -                      | -                      | -                      | -                      | -                      | -                      | -                      | -                      | -                                 | -                                 | -                                      | -                                      |

## Finitions
Pour le marché français, la gamme de la Swift est composée de deux motorisations en essence ou diesel, disponible avec une boîte manuelle à 5 rapports ou robotisée à 5 rapports pour les versions essence.
Deux niveaux de finitions sont disponibles sur la Swift. Les finitions « GL » et « GLX » sont proposées en versions 3 ou 5 portes.
Seule la version essence 5 portes en finition « GLX » est proposée avec une transmission intégrale (4x4).  

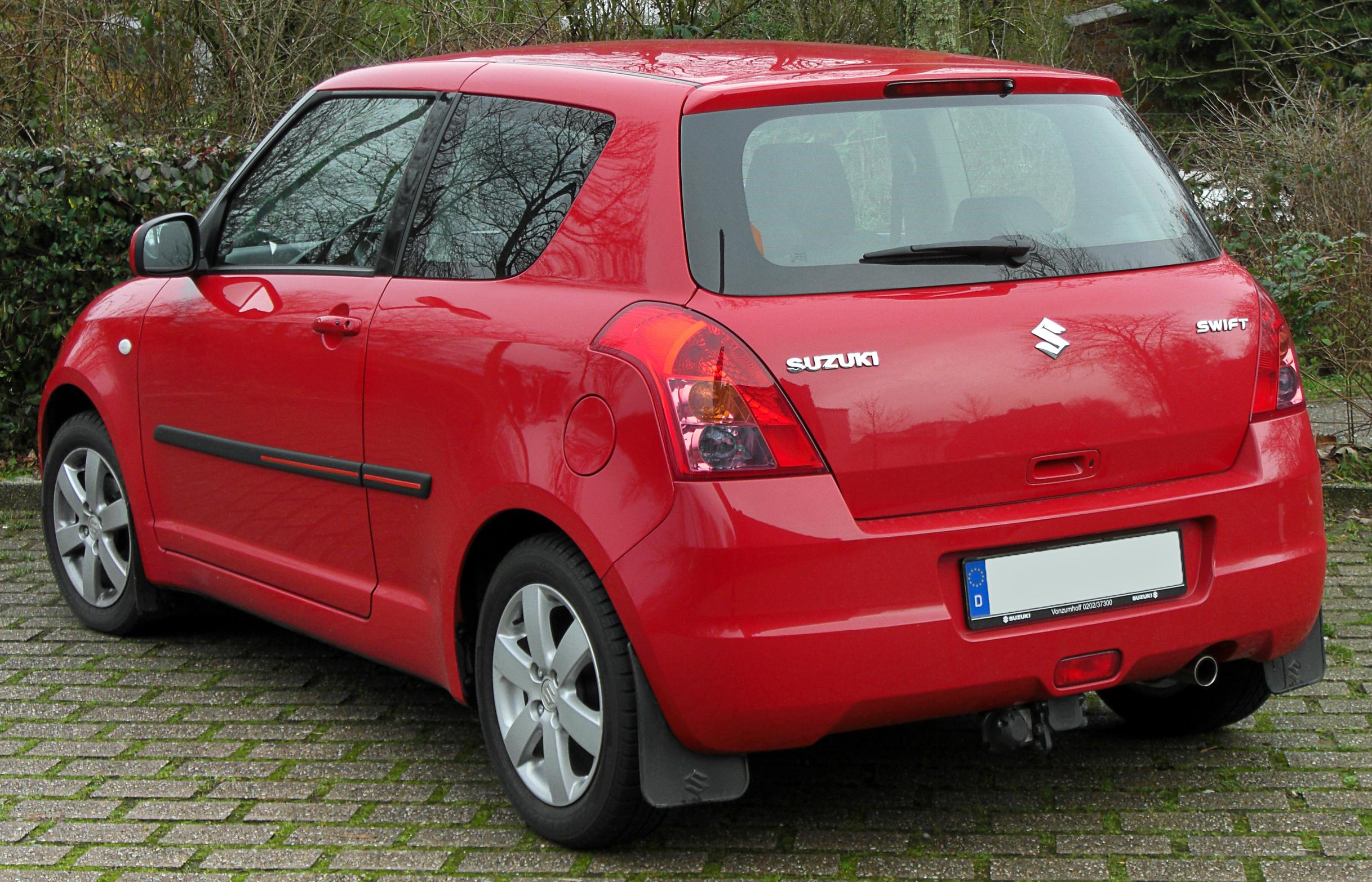
Vue 3/4 arrière d'une Swift I

La Swift est disponible en 12 coloris :
- Bright Red
- Superior White
- Cat's Eye Blue Métallisée
- Galactic Grey Métallisée
- Cosmic Black Métallisée
- Nocturne Blue Métallisée
- Supreme Red Métallisée
- Kashmir Blue Métallisée
- Silky Silver Métallisée
- Azure Grey Pearl Métallisée
- Sunlight Copper Métallisée
- Pearl Cool White Métallisée

### Équipements
Équipements présent au catalogue Swift
Version GL et GLX
- 3e feu de stop
- ABS avec EBD (Electronic brakeforce distribution - Répartiteur électronique de freinage)
- Airbags conducteur et passager avant
- Antidémarrage électronique et LED d'alerte
- Barres latérales de renfort
- Ceintures de sécurité arrière 3 points à enrouleur
- Ceintures de sécurité avant réglables en hauteur avec limiteur d'effort et pré-tensionneur de sangle
- Fixations Isofix pour siège enfant aux places arrière
- Sécurité enfants sur portes arrière pour les versions 5 portes

Version GLX
- Airbags latéraux "thorax" conducteur et passager avant
- Airbags rideaux "tête" passagers avant et arrière

## Suzuki Swift Sport

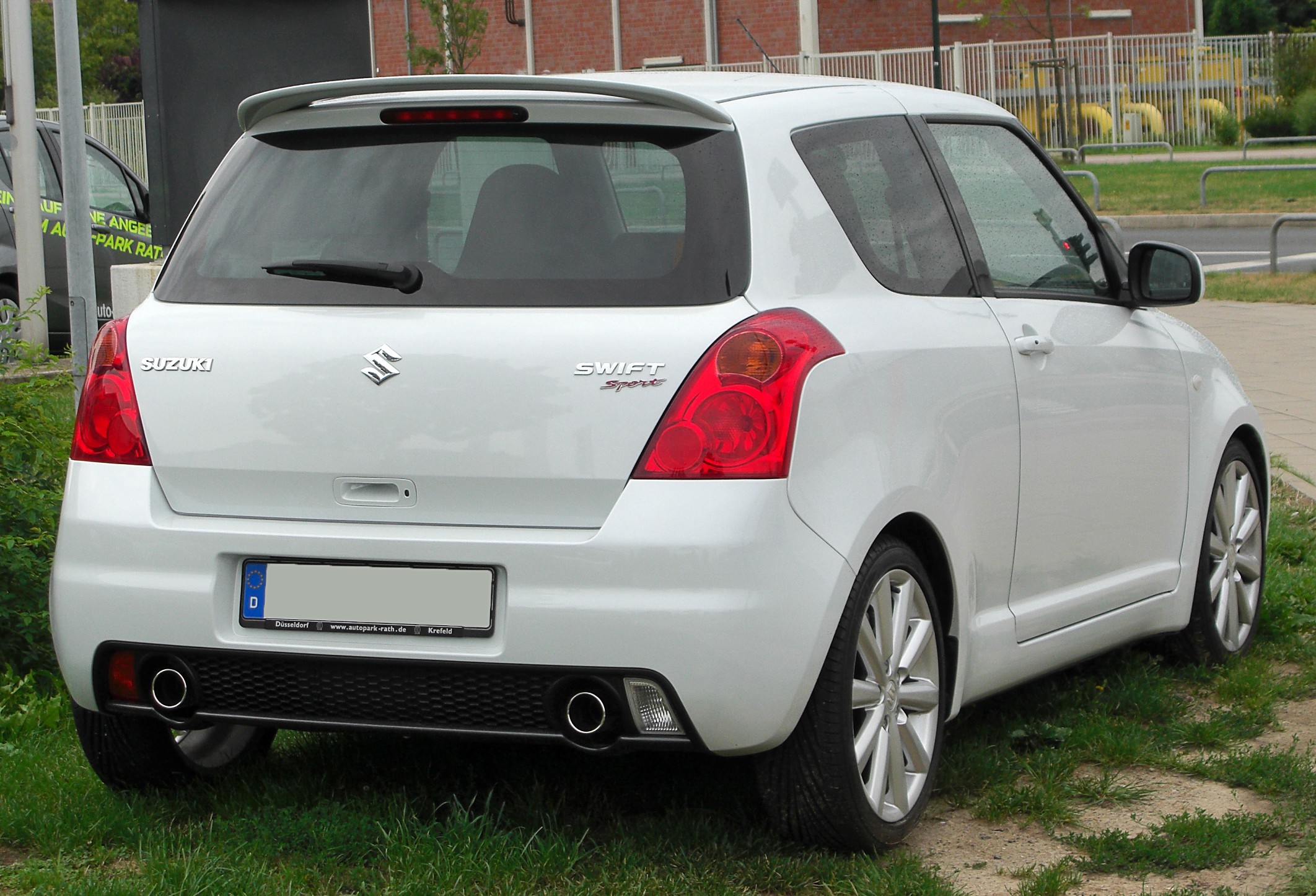
Suzuki Swift Sport

En 2005, Suzuki lance la version "Sport". Elle est équipée d'un moteur 1,6 l développant 125 ch à 6 800 tr/min et 148 N m de couple. Ce moteur se caractérise par son taux de compression élevé (11,1:1). Il est équipé de pistons forgés, d'arbre à cames à haute levée et de ressorts de soupapes renforcés. Son régime maximal est d'abord fixé à 6 850 tr/min, puis rehaussé à 7 250 tr/min à partir de 2009.
D'autres améliorations mécaniques sont présentes sur cette version : les freins arrière sont à disques, la boite reçoit un étagement plus court, l'embrayage est renforcé, et un ESP désactivable se rajoute aux équipements de série.
Extérieurement, la version "Sport" se différencie par des boucliers avant et arrière spécifiques qui rajoutent 8 cm à la longueur totale de la voiture, ce dernier intégrant une double sortie d'échappement. Les jantes de 17 pouces sont également spécifiques, ainsi que le becquet et les feux arrière.
Intérieurement, elle se distingue par des sièges baquets bicolores ainsi qu'un volant et un levier de vitesse spécifiques.
Toutes ces améliorations permettent un 0-100 km/h en 8,9 secondes, et une vitesse de pointe de 200 km/h.
Elle rencontrera un succès particulier auprès de loueurs de voitures de circuit, en particulier dans la région du Nürburgring.
| Motorisation                                           | Essence                |
| Motorisation                                           | 1.6 VVT (BVM)          |
| ------------------------------------------------------ | ---------------------- |
| Nombre de portes                                       | 3                      |
| Type                                                   | M16A                   |
| Roues motrices                                         | Traction avant         |
| Cylindrée en cm3                                       | 1 586                  |
| Nombre de cylindres                                    | 4                      |
| Nombre de soupapes                                     | 16                     |
| Alésage × Course en mm                                 | 78,0 × 83,0            |
| Taux de compression                                    | 11,1                   |
| Puissance en kW                                        | 92 à 6 800 tr/min      |
| Puissance en ch                                        | 125 à 6 800 tr/min     |
| Puissance administrative                               | 7                      |
| Couple maximum                                         | 148 N m à 4 800 tr/min |
| Alimentation                                           | -                      |
| Masses                                                 |                        |
| Poids à vide en kg                                     | 1 030-1 070            |
| Poids remorquable en kg (Remorque freinée-non freinée) | -                      |
| Données annexes                                        |                        |
| Nombre de places                                       | 5                      |
| Rayon de braquage en m                                 | 5,2                    |
| Capacité du réservoir en L                             | 45                     |
| Performances                                           |                        |
| Vitesse maximum                                        | 200                    |
| 0 à 100 km/h en s                                      | 8,9                    |
| Consommations et CO2                                   |                        |
| Norme                                                  | Euro 4                 |
| Consommation de carburant en cycle mixte en l/100 km   | 7,2                    |
| Émissions de CO2 en g/km Norme (NEDC)                  | 175                    |
| Émissions de CO2 en g/km Norme (WLTP)                  | -                      |

## Swift Super 1600

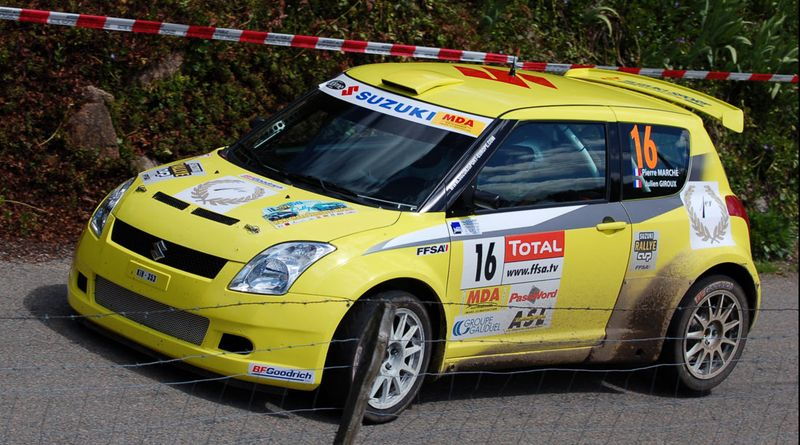
Suzuki Swift Super 1600

Suzuki créa une la Swift Super 1600 après les résultats brillant de son IGNIS Super 1600 champion JWRC 2004 (Pilote P-G. Andersson - Copilote J. Andersson).
La Swift Remporte les championnats 2007 (Pilote P-G. Andersson - Copilote J. Andersson) et 2010 (Pilote A. Burkart Copilote A. Kachel) JWRC.
La Swift est la deuxième voiture la plus performante en championnat JWRC derrière la C2 S1600.